# Djenné
Djenné is een stad (commune urbaine) en gemeente (commune) in Mali, gelegen aan de rand van de Sahara. De stad telde 26.267 inwoners in 2009. Djenné is gelegen op een terp in de Binnendelta van de Niger. 
Djenné was een van de hoofdsteden van het rijk van de Songhai. De stad is vooral bekend vanwege zijn monumentale leemarchitectuur. De wekelijkse markt op maandag, aan de voet van de grote moskee, trekt bevolking uit de verre omtrek. Veel mensen komen ook per boot over de rivier. De stad ligt op zo'n 500 km afstand van de karavaanstad Timboektoe, waarmee ook handel gedreven wordt. Beide steden maakte deel uit van het Transsaharahandelsnetwerk.
Djenné is lid van de Organisatie van de Steden van de Erfenis van de Wereld en het historisch stadscentrum staat samen met nog vier archeologische sites op de Werelderfgoedlijst van de UNESCO onder de benaming Oude steden van Djenné.

## Afbeeldingen

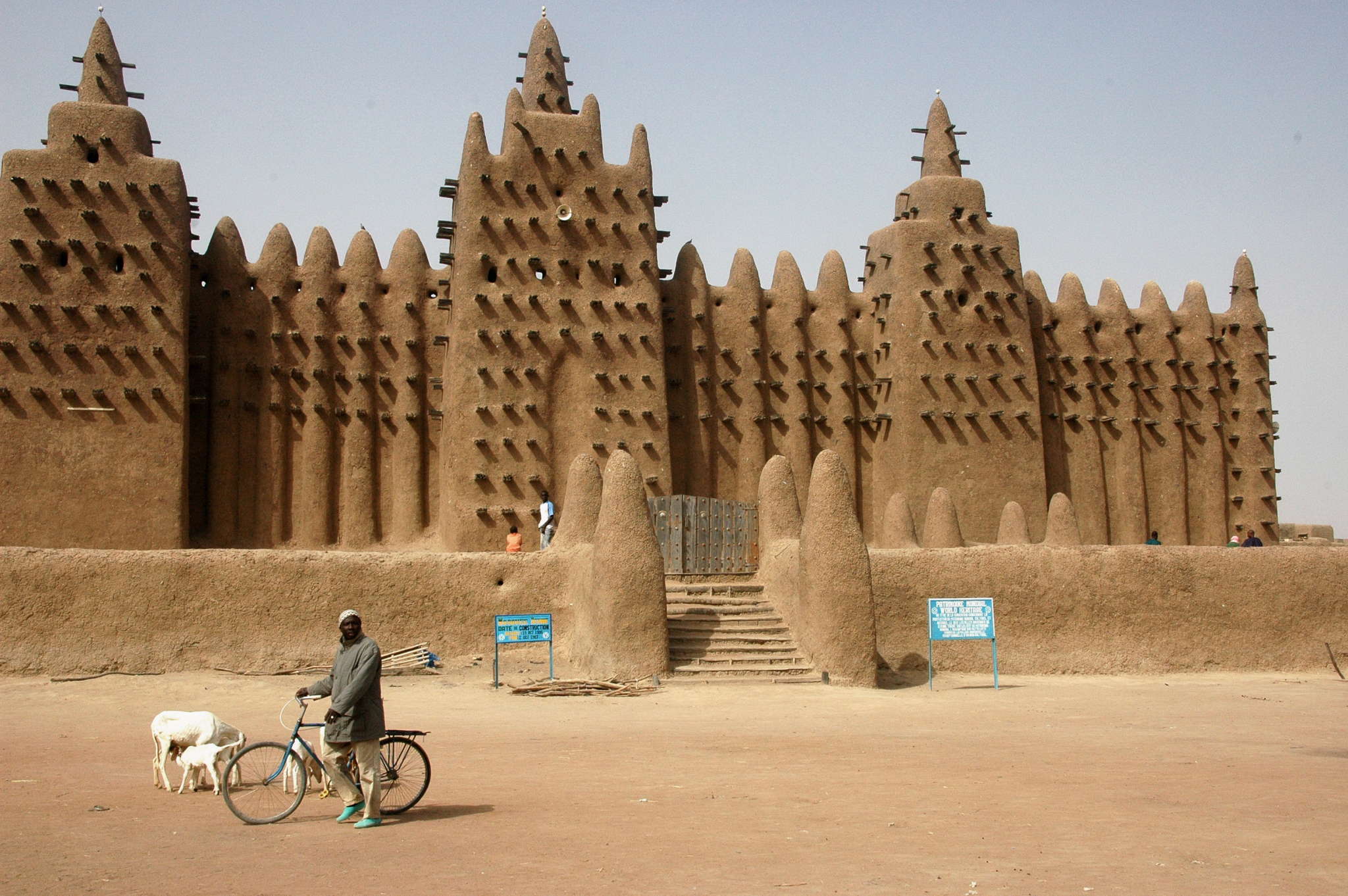
De Grote moskee van Djenné
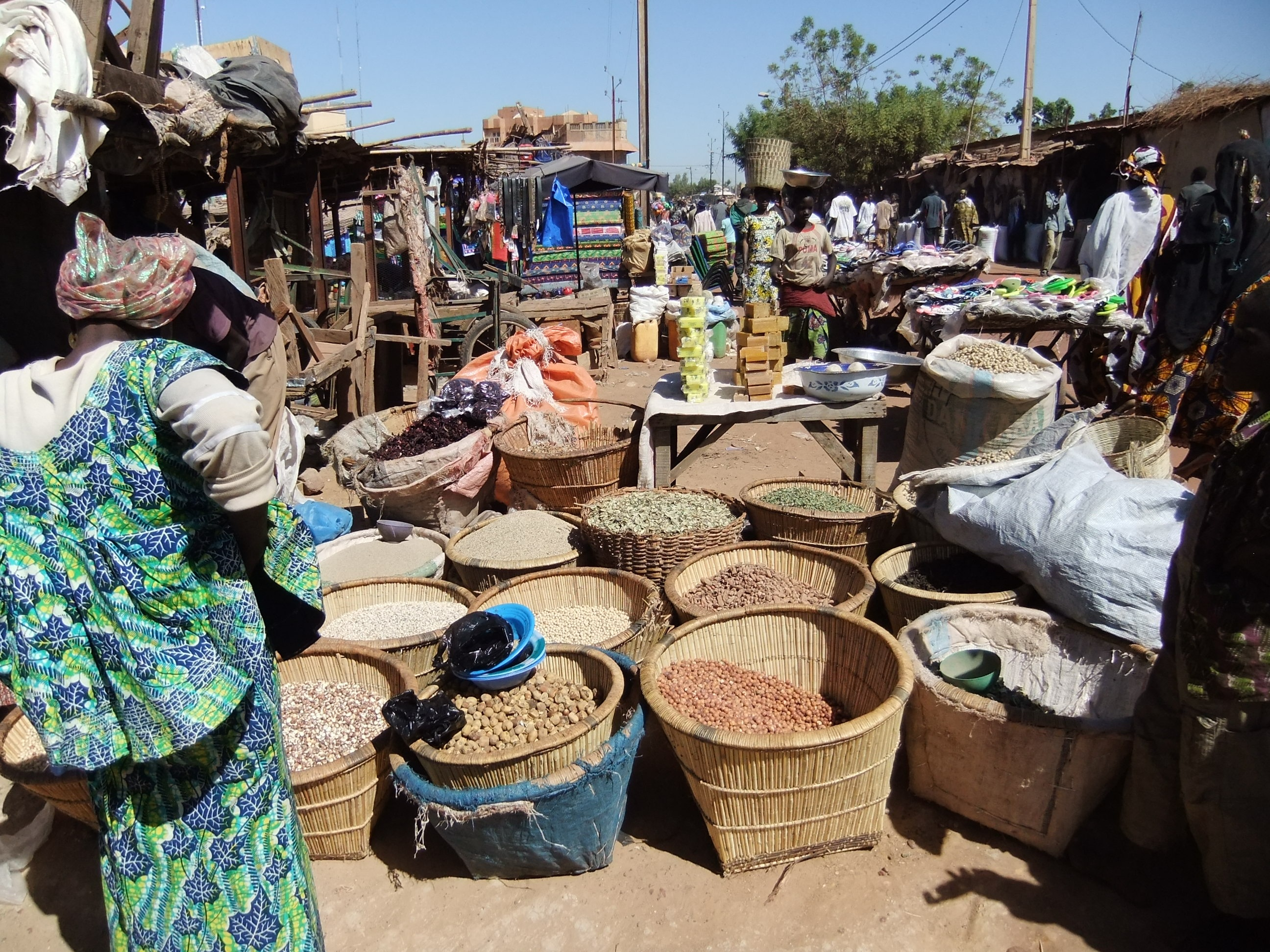
Markt in Djenné

Klif van Bandiagara · Oude steden van Djenné · Timboektoe · Tombe van Askia